# Duisters linkerhand
Duisters linkerhand is een sciencefictionroman uit 1969 van de Amerikaanse schrijfster Ursula Le Guin, uitgegeven door Meulenhoff te Amsterdam als nummer 43 in de reeks M=SF.
De tweede Nederlandstalige druk van dit nummer (1978) verscheen onder de titel De linkerhand van het duister.
Het boek wordt gezien als een van de eerste werken in het feministische sciencefiction-subgenre en won de Nebula Award in 1969 en de Hugo Award in 1970.

## Verhaal
Het verhaal wordt verteld vanuit de persoon Genly Ai, een gezant van de galactische federatie van mensenplaneten, die de Oekumene wordt genoemd. Deze gezant bezoekt de koude wereld Gethen om te zien of deze wereld lid kan worden van de federatie. Hij is hier de eerste bezoeker in duizenden jaren.
De planeet, die door de bewoners Winter wordt genoemd, blijkt een extreem koude wereld te zijn. Het is een regel bij de Oekumene dat een gezant die een nieuwe planeet bezoekt alleen komt, zonder wapens en hoogwaardige technologie, zodat hij zijn diplomatieke missie kan volbrengen zonder dat de bewoners zich bedreigd kunnen voelen. Genly Ai is op zichzelf aangewezen in de vreemde wereld. De enige hulp krijgt hij van de eerste minister van Karhide, die hem zo goed mogelijk probeert te helpen. Maar door de grote culturele verschillen tussen de gezant en de bewoners van Winter denkt de gezant dat de minister hem tegenwerkt en dat deze probeert hem het werken onmogelijk te maken. Het duurt heel lang voordat de gezant een beetje van de bevolking begint te begrijpen: daar het volk tweeslachtig blijkt te zijn is de samenleving niet gescheiden in een mannelijke en vrouwelijke bevolkingsgroep, wat het werk voor de mannelijke gezant vrijwel onmogelijk lijkt te maken, omdat hij als een buitenstaander, een paria wordt behandeld.